# Wądole
Wądole – część wsi Przyszowa w Polsce, położona w województwie małopolskim, w powiecie limanowskim, w gminie Łukowica.
W latach 1975–1998 Wądole administracyjnie należało do województwa nowosądeckiego.
Wądole w latach 1954–1972 wchodziło w skład gromady Przyszowa.

## Etymologia
Wądole zawdzięcza swoją nazwę rzeźbie terenu. Ta część wsi ma kształt wąskiej doliny poprzecinanej licznymi potokami oraz urwiskami. Nad Wądolem wznoszą się wzniesienia Bąkowiec, Pępówka i Łyżka.